# Выступление Молотова по радио 22 июня 1941 года

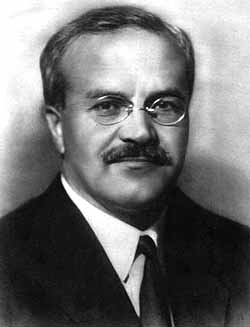
В. М. Молотов

В первый день немецкого вторжения на территорию СССР народный комиссар иностранных дел СССР, зампредседателя Совнаркома СССР, член Политбюро ЦК ВКП(б) Вячеслав Молотов обратился по радио к населению СССР, сообщил о нападении нацистской Германии на Советский Союз и объявил о начале Отечественной войны против агрессора.

## Хроника событий

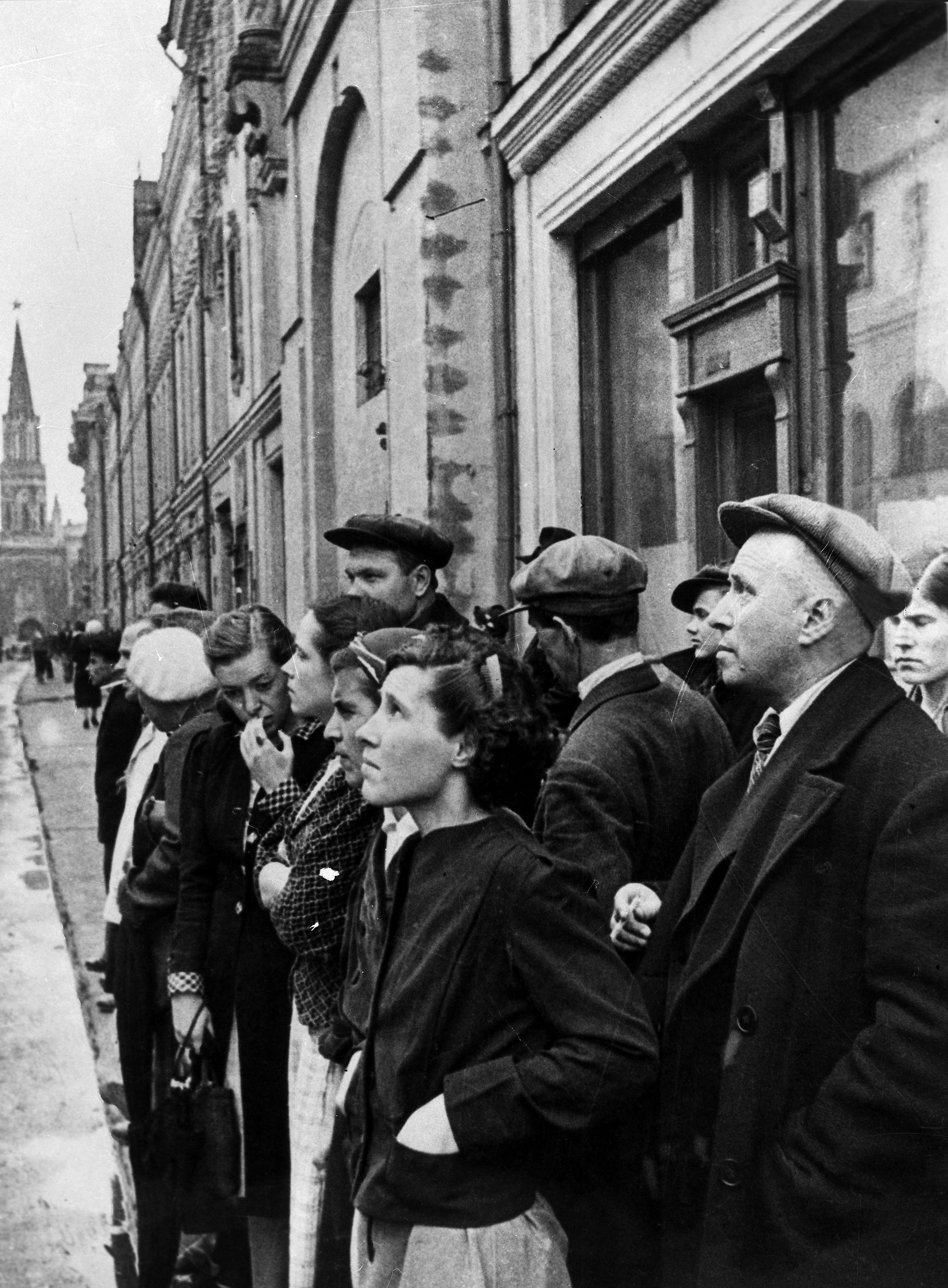
Москвичи слушают выступление Молотова у репродуктора. Фото Е. Халдея.

22 июня 1941 года Германия напала на Советский Союз. Как только об этом стало известно, срочно собралось Политбюро ЦК ВКП(б) для принятия неотложных мер по отражению нападения. Наряду со срочными мерами военного характера было принято решение выступить по радио с обращением к населению в связи с началом войны. Политбюро полагало логичным, чтобы с обращением к народу выступил И. В. Сталин — глава коммунистической партии и советского правительства. Сталин, мотивируя свой отказ политическими причинами, предложил поручить выступление народному комиссару иностранных дел В. М. Молотову. Члены Политбюро активно возражали против этого, полагая, что народу будет непонятна такая подмена, когда такое ответственное и важное заявление делает не общепризнанный лидер государства, а иное лицо, к тому же именно руководитель страны должен призвать народ подняться на защиту Родины. Тем не менее Сталин продолжал настаивать на своём, объясняя свою позицию тем, что общая политическая обстановка ещё до конца не ясна, что он выступит позже, когда обстановка на фронтах прояснится и можно будет сделать более взвешенное и определённое заявление. В связи с упорным отказом Сталина от выступления, Политбюро поручило это выступление Молотову, хотя ряд членов Политбюро такой шаг продолжали считать ошибочным.
В полдень 22 июня 1941 года Молотов выступил с обращением к гражданам Советского Союза, а в последующие дни это обращение было опубликовано во всех газетах с портретом Сталина рядом с текстом.
Точное время выхода обращения в эфир — 12:15 минут 22 июня 1941 года. 
В 12:05 Молотов вышел из кабинета Сталина[где?] с текстом выступления и направился на Центральный телеграф, откуда осуществлялась трансляция. 
По окончании трансляции он в 12:25 вернулся в кабинет Сталина,

## Опубликованный текст
ВЫСТУПЛЕНИЕ ПО РАДИО В. М. МОЛОТОВА 22 июня 1941 г.

Граждане и гражданки Советского Союза!

Советское правительство и его глава товарищ Сталин поручили мне сделать следующее заявление:

Сегодня, в 4 часа утра, без предъявления каких-либо претензий к Советскому Союзу, без объявления войны, германские войска напали на нашу страну, атаковали наши границы во многих местах и подвергли бомбёжке со своих самолётов наши города — Житомир, Киев, Севастополь, Каунас и некоторые другие, причём убито и ранено более двухсот человек. Налёты вражеских самолётов и артиллерийский обстрел были совершены также с румынской и финляндской территории.

Это неслыханное нападение на нашу страну является беспримерным в истории цивилизованных народов вероломством. Нападение на нашу страну произведено, несмотря на то, что между СССР и Германией заключён договор о ненападении, и Советское правительство со всей добросовестностью выполняло все условия этого договора. Нападение на нашу страну совершено, несмотря на то, что за всё время действия этого договора германское правительство ни разу не могло предъявить ни одной претензии к СССР по выполнению договора. Вся ответственность за это разбойничье нападение на Советский Союз целиком и полностью падает на германских фашистских правителей.

Уже после совершившегося нападения германский посол в Москве Шуленбург в 5 часов 30 минут утра сделал мне, как народному комиссару иностранных дел, заявление от имени своего правительства о том, что Германское правительство решило выступить с войной против Советского Союза в связи с сосредоточением частей Красной Армии у восточной германской границы.

В ответ на это мною от имени Советского правительства было заявлено, что до последней минуты Германское правительство не предъявляло никаких претензий к Советскому правительству, что Германия совершила нападение на Советский Союз, несмотря на миролюбивую позицию Советского Союза, и что тем самым фашистская Германия является нападающей стороной.

По поручению Правительства Советского Союза я должен также заявить, что ни в одном пункте наши войска и наша авиация не допустили нарушения границы и поэтому сделанное сегодня утром заявление румынского радио, что якобы советская авиация обстреляла румынские аэродромы, является сплошной ложью и провокацией. Такой же ложью и провокацией является вся сегодняшняя декларация Гитлера, пытающегося задним числом состряпать обвинительный материал насчёт несоблюдения Советским Союзом советско-германского пакта.

Теперь, когда нападение на Советский Союз уже свершилось, Советским правительством дан нашим войскам приказ — отбить разбойничье нападение и изгнать германские войска с территории нашей Родины.

Эта война навязана нам не германским народом, не германскими рабочими, крестьянами и интеллигенцией, страдания которых мы хорошо понимаем, а кликой кровожадных фашистских правителей Германии, поработивших французов, чехов, поляков, сербов, Норвегию, Бельгию, Данию, Голландию, Грецию и другие народы.

Правительство Советского Союза выражает непоколебимую уверенность в том, что наши доблестные армия и флот и смелые соколы Советской авиации с честью выполнят долг перед родиной, перед советским народом, и нанесут сокрушительный удар агрессору.

Не первый раз нашему народу приходится иметь дело с нападающим зазнавшимся врагом. В своё время на поход Наполеона в Россию наш народ ответил отечественной войной и Наполеон потерпел поражение, пришёл к своему краху. То же будет и с зазнавшимся Гитлером, объявившим новый поход против нашей страны. Красная Армия и весь наш народ вновь поведут победоносную отечественную войну за Родину, за честь, за свободу.

Правительство Советского Союза выражает твёрдую уверенность в том, что всё население нашей страны, все рабочие, крестьяне, интеллигенция, мужчины и женщины отнесутся с должным сознанием к своим обязанностям, к своему труду. Весь наш народ теперь должен быть сплочён и един, как никогда. Каждый из нас должен требовать от себя и от других дисциплины, организованности, самоотверженности, достойной настоящего советского патриота, чтобы обеспечить все нужды Красной Армии, флота и авиации, чтобы обеспечить победу над врагом.

Правительство призывает вас, граждане и гражданки Советского Союза, ещё теснее сплотить свои ряды вокруг нашей славной большевистской партии, вокруг нашего Советского правительства, вокруг нашего великого вождя товарища Сталина.

Наше дело правое. Враг будет разбит. Победа будет за нами!

## Первоначальный текст
Граждане и гражданки Советского Союза!

Сегодня, в 4 часа утра, без предъявления каких-либо претензий к Советскому Союзу, без объявления войны, германские войска напали на нашу страну, атаковав нашу границу во многих местах и подвергнув бомбежке со своих самолётов наши города — Житомир, Киев, Севастополь, Каунас и некоторые другие. Налёты вражеских самолётов и артиллерийский обстрел были совершены также с румынской стороны и со стороны Финляндии.

Это неслыханное нападение на нашу страну, несмотря на наличие договора о ненападении между СССР и Германией, является беспримерным в истории цивилизованных народов. Вся ответственность за это нападение на Советский Союз целиком и полностью падает на германское фашистское правительство.

Уже после совершившегося нападения германский посол в Москве Шуленбург в 5 час. 30 минут утра сделал заявление мне, как народному комиссару иностранных дел, от имени своего правительства, что Германское правительство якобы было вынуждено принять военные контрмеры в связи с концентрацией вооружённых сил Красной Армии у восточной германской границы.

В ответ на это мною от имени Советского правительства было заявлено, что до последней минуты Германское правительство не предъявляло никаких претензий к Советскому правительству и что Германией совершено нападение на СССР, несмотря на миролюбивую позицию Советского Союза, и что тем самым фашистская Германия является нападающей стороной.

По поручению Правительства Советского Союза я должен заявить, что ни в одном пункте наши войска и наша авиация не допустили нарушения границы и поэтому сделанное сегодня утром заявление румынского радио, что якобы советская авиация обстреляла румынские аэродромы, является сплошной ложью и провокацией.

Теперь, когда нападение на Советский Союз уже совершилось, Советским правительством дан приказ нашим войскам отбить нападение и изгнать германские войска с территории нашей родины.

Правительство Советского Союза выражает непоколебимую уверенность в том, что наша доблестная армия и флот и смелые соколы советской авиации с честью выполнят долг перед родиной, перед советским народом и нанесут сокрушительный удар по врагу.

Наше дело правое. Враг будет разбит. Победа будет за нами! 

## Последующие события

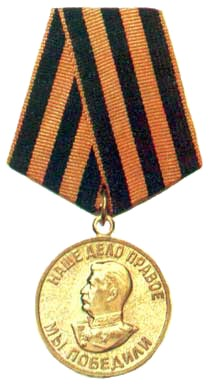

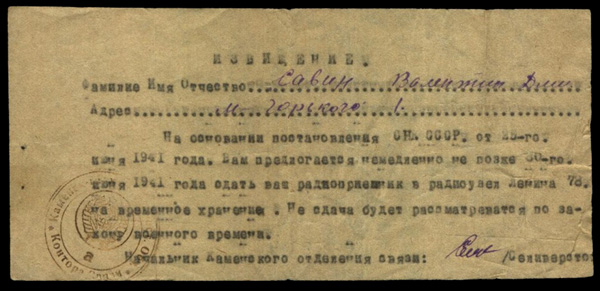
Извещение об обязательной сдаче радиоприёмника

- Именно в этом обращении в первый же день нападения Германии на СССР война получила название отечественной — по прямой аналогии с Отечественной войной времён нашествия Наполеона. Автор известного словосочетания «Великая Отечественная война советского народа» — советский партийный деятель Е. М. Ярославский (М. И. Губельман; 1878—1943), с 1939 г. член ЦК ВКП(б) и академик АН СССР. Так названа его большая статья в центральной «Правде» (там отечественная была написана с маленькой буквы), опубликованная на второй день войны[6]). Позднее в радиообращении И. В. Сталина к советскому народу 3 июля 1941 года эта война была названа великой и всенародной Отечественной, после чего появилось официальное название, окончательно сформулированное как «Великая Отечественная война». Однако впервые это словосочетание появилось еще в Первой мировой войне, в 1914 году. Кроме того, на протяжении 1941—1945 годов термин «Великая Отечественная война» использовался далеко не всегда: учреждённый летом 1942 года орден получил название ордена Отечественной войны (а не Великой Отечественной); то же касается и медали «Партизану Отечественной войны».
- Слова, завершающие выступление Молотова, стали крылатыми: «Наше дело правое. Враг будет разбит. Победа будет за нами». Эти слова широко использовались в средствах массовой информации и в агитационно-пропагандистских материалах с целью воодушевить народ и армию на борьбу с агрессором. В несколько изменённом виде (по состоявшемуся факту) они нашли отражение на медали «За победу над Германией»: «Наше дело правое. Мы победили».
- Попытка классово разграничить «германский народ, рабочих, крестьян и интеллигенцию» с «кликой кровожадных фашистских правителей Германии», и народные ожидания братаний с немцами претерпевали в начальный период войны существенную эволюцию вплоть до симоново-эренбурговского «Убей немца!», и лишь в заключительный период войны произошёл пропагандистский гуманный «откат».
- Жительница Москвы Людмила Никитина-Шапиро отмечает в своём дневнике, что население ожидало выступления И. В. Сталина: «Люди продолжали ждать выступления Сталина, а его всё не было. Как ни странно, вечером 22-го в Большом театре всё-таки состоялась назначенная на этот день премьера оперы Гуно „Ромео и Джульетта“»[7].
- 25 июня, на третий день после речи Молотова, постановлением СНК СССР «О сдаче населением радиоприемных и радиопередающих устройств» населению было предписано в пятидневный срок сдать властям все имеющиеся на руках радиоприёмники и радиопередатчики. С нарушителями было обещано разобраться «по законам военного времени»[8].